# Karl Torlén
Karl Magnus Torlén (ur. 25 września 1985 w Nacka) – szwedzki żeglarz, reprezentant klubu GKSS Göteborg. Brał udział w igrzyskach olimpijskich w 2008 w Pekinie. Zajął wtedy 18. miejsce w klasie 49er. Płynął z Jonasem Lindbergiem.